# Selenia costijuncta
Selenia costijuncta là một loài bướm đêm trong họ Geometridae.